# Felipe Silva
Felipe Silva (født 28. maj 1990) er en brasiliansk fodboldspiller.